# سن خوان د ریوسکو
سن خوان د ریوسکو (انگلیسی: San Juan de Rioseco) نام شهری در کشور کلمبیا است.